# كفريا (كورة)
كفريا هي قرية لبنانية من قرى قضاء الكورة في محافظة الشمال. يبلغ ارتفاعها عن مستوى سطح البحر حوالي 400م. من أهم عائلاتها آل السمروط وآل شلق وآل الصديق وآل عبد الله، وهي تمثل التعايش الإسلامي المسيحي.